# Suimanga de l'illa de Pemba
El suimanga de l'illa de Pemba (Cinnyris pembae) és un ocell de la família dels nectarínids (Nectariniidae).

## Hàbitat i distribució
Habita sabanes amb acàcies de l'illa de Pemba, al sud-est de Tanzània.